# Saint-Senoux
Saint-Senoux település Franciaországban, Ille-et-Vilaine megyében. Lakosainak száma 1836 fő (2022. január 1.). Saint-Senoux Guichen, Bourg-des-Comptes, Guignen, Pléchâtel és Saint-Malo-de-Phily községekkel határos.

## Népesség
A település népessége az elmúlt években az alábbi módon változott:
| Lakosok száma | 604  | 860  | 927  | 1510 | 1776 | 1822 | 1840 | 1829 | 1824 | 1836 |
|               | 1968 | 1982 | 1990 | 2006 | 2013 | 2015 | 2017 | 2019 | 2020 | 2022 |